# Klein Offenseth-Sparrieshoop
Klein Offenseth-Sparrieshoop é um município da Alemanha, localizado no distrito de Pinneberg, estado de Schleswig-Holstein.